# Марш Турецкого
«Марш Турецкого» — российский телесериал 2000 года по книгам Фридриха Незнанского, объединённым одним героем — Александром Турецким.
Александр Борисович Турецкий — следователь по особо важным делам Генеральной прокуратуры России.
Режиссером первых трёх сезонов был Михаил Туманишвили. Режиссером сезона «Возвращение Турецкого» стал ученик Михаила Туманишвили Олег Штром, ранее выступавший одним из авторов сценария сериала.

## Сюжет
В каждой серии следователь по особо важным делам Генеральной прокуратуры Российской Федерации Александр Борисович Турецкий вместе со своими друзьями расследуют громкие уголовные дела, среди которых — убийства, аферы, разбойные нападения, катастрофы.

### «Марш Турецкого» (2000)
Серии:
- Убийство на Неглинной (2 серии)
- Убить ворона (4 серии)
- Опасно для жизни (2 серии)
- Синдикат киллеров (3 серии)
- Лекарство для покойника (2 серии)
- Опасное хобби (2 серии)
- Ночные волки
- Ошейники для волков (2 серии)
- Грязные игры (2 серии)
- Контрольный выстрел (2 серии)

### «Марш Турецкого-2» (2001—2002)
Второй сезон сериала будет пестреть новыми и опасными приключениями, запутанными делами и дерзкими преступлениями. Но наш следователь остаётся всё также сосредоточенным и настроенным на положительный результат — поймать преступника. С каждым шагом он будет продвигаться всё ближе и ближе к разгадке.
Серии:
- Секретная сотрудница (2 серии)
- Перебежчик (2 серии)
- Цена жизни — смерть (2 серии)
- Мёртвый сезон в агентстве «Глория» (2 серии)
- Абонент недоступен (2 серии)
- Заговор генералов (2 серии)
- Просроченная виза (2 серии)
- Последний маршал (2 серии)
- Кто стреляет последним (2 серии)
- Золотой выстрел (2 серии)
- Имеются человеческие жертвы (2 серии)
- Оборотень (2 серии)

### «Марш Турецкого-3. Новое назначение» (2002)
Серии:
- Конец фильма (2 серии)
- Ржавчина (2 серии)
- Смерть по объявлению (2 серии)
- Пуля для полпреда (2 серии)
- Шериф в законе (2 серии)
- Трансфер на тот свет (2 серии)
- Кровавый отпуск (2 серии)
- Секта (2 серии)
- Игра в кошки-мышки (2 серии)
- Аптечный картель (2 серии)
- Война компроматов, или Фабрика грёз (2 серии)
- Я убийца (2 серии)

### «Возвращение Турецкого» (2007)
Серии:
- Фильм 1. Дело Турецкого (4 серии)
- Дуплет (2 серии)
- Триада (2 серии)
- Клюква (2 серии)
- Он обещал вернуться (2 серии)
- К югу через юго-запад (2 серии)
- Конец света (2 серии)
- Грязная история (2 серии)
- Долг самурая (2 серии)
- Граффер (2 серии)
- Кровник (2 серии)

## В ролях

### Главные роли
| Актёр               | Роль |
| ------------------- | --- |
| Александр Домогаров | Александр Борисович Турецкий – старший следователь Генеральной прокуратуры Российской Федерации по особо важным делам; старший советник юстиции (полковник); частный детектив, затем владелец и директор детективного агентства «Глория»                                           |
| Владимир Ильин      | Вячеслав Иванович Грязнов – подполковник/полковник зам.начальника МУРа, генерал-майор милиции; начальник МУРа |
| Борис Невзоров      | Константин Дмитриевич Меркулов – Заместитель Генерального прокурора Российской Федерации, Начальник управления по расследованию особо важных дел Генпрокуратуры РФ, Государственный советник юстиции 1 класса (генерал-полковник); бывший владелец детективного агентства «Глория» |
| Марина Могилевская  | Ирина Николаевна Турецкая – девушка, позже жена Александра Турецкого; врач - психолог |
| Анатолий Журавлёв   | Денис Грязнов – племянник Грязнова, сотрудник детективного агентства «Глория». |
| Нина Русланова      | Александра Ивановна Романова – полковник/генерал-майор милиции; начальник МУРа. |
| Андрей Рогожин      | Илья Александрович Петров – адвокат; бывший следователь Московской городской прокуратуры, затем Генеральной прокуратуры Российской Федерации |
| Сергей Дорогов      | Антон Плетнёв – сотрудник детективного агентства «Глория»; бывший легионер-спецназовец («Возвращение Турецкого»). |
| Сергей Габриэлян    | Пётр Ильич Щёткин – майор милиции; сотрудник МУР ГУВД г. Москвы; коллега и однокурсник Александра Турецкого («Возвращение Турецкого») |

### В остальных ролях
| Актёр                 | Роль                                                                                                |
| --------------------- | --------------------------------------------------------------------------------------------------- |
| Всеволод Шиловский    | генеральный прокурор Российской Федерации (1 сезон)                                                 |
| Александр Потапов     | генеральный прокурор Российской Федерации (2 сезон)                                                 |
| Владимир Ерёмин       | полковник ФСБ Аничкин (2 сезон)                                                                     |
| Александр Песков      | Сергей Соболев (3 сезон)                                                                            |
| Вячеслав Гришечкин    | Исаак Семёнович Лекарский адвокат                                                                   |
| Борис Сичкин          | крупный бизнесмен                                                                                   |
| Наталья Громушкина    | Полина Скиба актриса                                                                                |
| Олег Кавун            | Михаил Гаврилович Нечаев вице-премьер                                                               |
| Ия Нинидзе            | Нино Вахтанговна Симонишвили                                                                        |
| Жанна Эппле           | Тамара наркодилер, племянница Нино                                                                  |
| Николай Лавров        | следователь                                                                                         |
| Александр Дедюшко     | Альгирис телохранитель Нино                                                                         |
| Дмитрий Шевченко      | Виктор Фрязин                                                                                       |
| Александр Ильин       | Юрий Иванович Шабашов следователь                                                                   |
| Алёна Хмельницкая     | Елена                                                                                               |
| Дмитрий Брусникин     | Манченко                                                                                            |
| Роман Мадянов         | следователь                                                                                         |
| Леонид Громов         | Берман                                                                                              |
| Владимир Стержаков    | Летунов директор авиазавода                                                                         |
| Сергей Баталов        | Иван Макарович диспетчер (1 сезон); Ковригин, фермер (4 сезон)                                      |
| Эвклид Кюрдзидис      | Савельев                                                                                            |
| Борис Щербаков        | Евгений Николаевич Никольский банкир                                                                |
| Вячеслав Езепов       | Сергей Поликарпович Сучков министр по сырьевым ресурсам                                             |
| Валерий Баринов       | Владимир Иванович Молчанов гендиректор концерна                                                     |
| Игорь Кашинцев        | бывший генерал КГБ                                                                                  |
| Валерий Афанасьев     | Иван Петрович (1 сезон); Леонид Григорьевич Беспалов «Полковник» (2 сезон)                          |
| Александр Тютин       | Василий Кузьмин погиб                                                                               |
| Николай Пастухов      | Тимофей Григорьевич Корженевский реставратор                                                        |
| Александр Леньков     | Михаил Спирин поэт-алкоголик                                                                        |
| Владимир Головин      | Валентин Николаевич Брагин авторитет «Буржуй»                                                       |
| Александр Носик       | Олег Романов сотрудник Администрации Президента, сын начальника МУРа ГУВД г. Москвы                 |
| Виктор Павлов         | Анатолий Сапожников депутат                                                                         |
| Владимир Балон        | Геннадий Карамышев он же авторитет «Призёр»                                                         |
| Александр Олешко      | Аркадий Вайнштейн работник Ялтинской прокуратуры                                                    |
| Дарья Повереннова     | Екатерина Петровна Богачёва                                                                         |
| Борис Романов         | Георгий Георгиевич Константиниди коллекционер (1 сезон); Соболев (3 сезон)                          |
| Николай Чиндяйкин     | Виталий Александрович Бай коллекционер                                                              |
| Сергей Юшкевич        | Вадим Богданов                                                                                      |
| Ярослав Бойко         | Андрей Беленький                                                                                    |
| Михаил Жигалов        | Михаил Романович Кравцов                                                                            |
| Виктор Вержбицкий     | Феликс Павлович Портнов гендиректор фирмы «Москва-Net»                                              |
| Олег Фомин            | Сергей Козлов                                                                                       |
| Геннадий Назаров      | Андрей Горохов                                                                                      |
| Михаил Церишенко      | Игорь Михайлович Чиж начальник медслужбы санатория                                                  |
| Борис Клюев           | Валентин Старевич председатель Федерации хоккея в России                                            |
| Виктор Борцов         | Артём Макарович Протасов                                                                            |
| Сергей Маховиков      | Павел Бородин хоккеист                                                                              |
| Георгий Мартиросян    | Ростислав Стриж председатель Национального фонда спорта                                             |
| Михаил Туманишвили    | Патрик Норд генеральный менеджер команды «New York Wings»                                           |
| Александр Пашутин     | Анатолий Романов                                                                                    |
| Людмила Аринина       | Марья Васильевна                                                                                    |
| Любовь Матюшина       | Даша                                                                                                |
| Александр Наумов      | Игорь Сергеевич Ивасютин следователь прокуратуры (2-й сезон, фильм 6-й «Заговор генералов»)         |
| Алексей Ванин         | Гоголев (2-й сезон, фильм 10-й «Золотой выстрел»)                                                   |
| Игорь Фокин           | Макар (3-й сезон, фильм 8-й «Секта»)                                                                |
| Леонид Евтифьев       | Мащенко (2-й сезон; фильм 11 «Имеются человеческие жертвы»)                                         |
| Андрей Панин          | Алексей «Скунс» (2-й сезон; фильм 12 «Оборотень»)                                                   |
| Константин Чепурин    | Караваев (3 сезон)                                                                                  |
| Фёдор Добронравов     | Ветров (3 сезон)                                                                                    |
| Дмитрий Дюжев         | Саша-диджей (3 сезон)                                                                               |
| Сергей Угрюмов        | Николай Мохов (3 сезон)                                                                             |
| Александр Устюгов     | Швейцар в казино (3 сезон)                                                                          |
| Игорь Ясулович        | Кардиолог (3 сезон)                                                                                 |
| Александра Флоринская | Каткова (3 сезон)                                                                                   |
| Лариса Лужина         | Маргарита Германовна, мать Мохова (3 сезон); Валентина Денисовна Турецкая, тётя Турецкого (4 сезон) |